# Acacia smithiana
Acacia smithiana é uma espécie de leguminosa do gênero Acacia, pertencente à família Fabaceae.